# 柘城县
柘城县位于中国河南省东部，是商丘市下辖的一个县。总面积1048平方公里，耕地面积105万亩，总人口約105万人。縣人民政府駐未來大道77號。

## 历史
柘城历史悠久，文绪锦长。上古之时即为朱襄氏故居。夏称“株野”，商称“秋地”。至秦乃筑城置县，以邑有柘沟环流，乃称“柘县”。隋开皇十六年（公元596年）更名为“柘城县”。明嘉靖二十一年（1542年），旧城圯于大水，即今日“北旧湖”。明嘉靖三十三年（1554年），城池南迁，以迄于今。
2021年6月25日凌晨3時左右柘城縣遠襄鎮北街一家名為震興搏擊俱樂部的武術館發生火災，造成18人死亡、4人重傷、12人輕傷。國務院安委會對此事掛牌督辦，應急管理部派出調查小組，多名官員被問責。

## 人口
根据(河南省)商丘市第七次全国人口普查公报显示：柘城县常住人口为799213人，男性人口占比49.14%，女性人口占比50.86%，年龄结构中0-14岁占比25.07%，15-59岁占比54.77%，60岁以上占比20.16%，65岁以上占比16.18%。
2020初：户籍总户数为33.6973万户，户籍人口104.9万人，常住人口68.22万人，常住城镇人口26.86万人。

## 行政区划
柘城县下辖4个街道办事处、9个镇、9个乡：
凤凰街道、浦东街道、春水街道、陈青集镇、起台镇、胡襄镇、慈圣镇、安平镇、远襄镇、岗王镇、伯岗镇、张桥镇、双河街道、洪恩乡、老王集镇、朱襄镇、马集乡、牛城乡、惠济乡、申桥乡、李原乡和皇集乡。

## 经济
柘城是一个以农业为主的县。盛产三樱椒、棉花、烟叶、小麦、玉米、大蒜、花生、林木和畜产品，是中国三樱椒之乡，全国优质棉基地县和棉花出口创汇县、国家商品粮生产基地县、全国瘦肉型猪生产基地县、秸秆养牛示范县、优质板山羊皮出口创汇县、全国平原绿化先进县、泡桐生产基地县。柘丝、胡芹、泡桐、大蒜、酥制腐乳、王贡酒、老君堂中药等特产亦有盛名。
2006年5月，河南省地矿第11地质队在商丘市发现了3处煤层，其中在柘城发现的煤层预获煤资源量为12.43亿吨，为特大型煤田，若在此建成两座年产量为400万吨的煤矿，可以持续开发100年。该煤田都是低硫、低磷、低灰、高发热量的优质炼焦用煤，煤层分布面积218平方公里，煤炭远景资源量12.43亿吨。